# Rok
Rok – wspólna nazwa różnych jednostek miar, zwykle czasu; może oznaczać:
- odstęp między dwoma jednakowymi położeniami planety w jej ruchu po orbicie wokół macierzystej gwiazdy. Najczęstszym i domyślnym znaczeniem roku jest ten ziemski, zdefiniowany jej ruchem wokół Słońca[1]. Analogicznie można mówić o roku marsjańskim lub wenusjańskim;
- rok kalendarzowy – przedział 365 lub 366 dób, zależnie od tego, czy rok jest zwykły czy przestępny[1]. Podział czasu na tak rozumiane lata to podstawowy element kalendarzy;
- inne jednostki czasu, niezwiązane wprost z ruchem obiegowym Ziemi ani innej planety, np. rok księżycowy, platoński i galaktyczny;
- rok świetlny to jednostka odległości bazująca na roku rozumianym czasowo, na ogół tym ziemskim.

## Lata astronomiczne
Astronomia i inne nauki ścisłe używają różnych wariantów roku:
- anomalistyczny
- Bessela
- drakoniczny
- gwiazdowy, inaczej syderyczny
- juliański (symbol a; z łac. annus) wynoszący 365,25 dni[2]:

1 a = 1 aj = 31,5576 Ms (365,25 dni po 86 400 sekund).
- zwrotnikowy.

## Lata w kosmosie
Na każdej planecie obowiązuje inny czas. Dzieje się tak dlatego, że rok to czas, w którym obiekt w Układzie Słonecznym okrąży Słońce. Każda planeta lub planeta karłowata potrzebuje innego czasu, aby to zrobić więc ich lata mogą być długie lub krótkie.
| Planeta | Dni/lata ziemskie |
| ------- | ----------------- |
| Merkury | 88 dni ziemskich  |
| Wenus   | 225 dni ziemskich |
| Ziemia  | 365 dni           |
| Mars    | 687 dni ziemskich |
| Jowisz  | 12 lat ziemskich  |
| Saturn  | 29 lat ziemskich  |
| Uran    | 84 lata ziemskie  |
| Neptun  | 165 lata ziemskie |
| Pluton  | 248 lat ziemskich |

## Rok kalendarzowy
Rok kalendarzowy w kalendarzu gregoriańskim rozpoczyna się 1 stycznia o 00:00 i kończy wraz z końcem doby przypadającej na 31 grudnia. Na ogół stosowany jest kalendarz słoneczny, w którym wydziela się 4 pory roku: wiosna - lato - jesień - zima.
1 rok kalendarzowy = 4 kwartały = 12 miesięcy ≈ 52 tygodnie = 365 dni (rok przestępny 366 dni) = 8 760 (8 784) godzin = 525 600 (527 040) minut = 31 536 000 (31 622 400) sekund
Powyższe wyliczenie nie uwzględnia dodawanej w niektórych latach sekundy przestępnej (w 1972 roku były 2 sekundy przestępne, możliwe są również ujemne).
Czas, kiedy Ziemia okrąży Słońce wynosi w przybliżeniu 365 dni 5 godzin 48 minut. 
Wielokrotności roku to:
- rok * 10 = 10 lat = dziesięciolecie (dekada)
- rok * 100 = 100 lat = stulecie (wiek)
- rok * 1000 = 1000 lat = tysiąclecie (millenium)

Kwartały i miesiące roku: I kwartał (styczeń - luty - marzec) - II kwartał (kwiecień - maj - czerwiec) - III kwartał (lipiec - sierpień - wrzesień) - IV kwartał (październik - listopad - grudzień).
W kalendarzu rzymskim rok rozpoczynał się od równonocy wiosennej miesiącem Martius. W 155 r. p.n.e. przesunięto początek roku urzędowego na 1 stycznia. Termin ten zachowano w kalendarzu juliańskim i gregoriańskim.

## Przedrostki
Do symbolu a można stosować przedrostki SI wielokrotności dziesiętnych, na przykład:
- ka (kiloannus) = 103 a (tysiąc lat),
- Ma (megaannus) = 106 a (milion lat),
- Ga (gigaannus) = 109 a (miliard lat), itd.

W tych wypadkach to od autora i dyscypliny naukowej publikacji zależy, czy za rok przyjmuje:
- precyzyjny okres, np. 365,25 dni lub jeszcze dokładniej – często w astronomii;
- przybliżoną wartość, np. w geologii i paleontologii.